# La Tène (Neuchâtel)
Cet article concerne la commune du canton de Neuchâtel. Pour la période préhistorique, voir La Tène. Pour le site archéologique, voir La Tène (site archéologique).
La Tène est une ancienne commune suisse et actuelle localité de Laténa, située dans le canton de Neuchâtel, dans la région Littoral.   

## Nom de la commune
Le site archéologique de la Tène est un lieu-dit de la commune où des fouilles archéologiques ont mis au jour, à partir de 1857, des vestiges celtes et qui a donné son nom à période de La Tène, ou second Âge du Fer.

## Géographie
La localité de La Tène est située dans la région Littoral et était dans l'ancien district de Neuchâtel, à la pointe nord-est du lac de Neuchâtel. Les communes limitrophes de La Tène sont Cornaux et Saint-Blaise, dans le canton de Neuchâtel, et Gampelen, dans le canton de Berne. La Tène compte quatre localités : Epagnier, Marin, Thielle et Wavre.

## Historique
La commune de La Tène a été créée le 1er janvier 2009 à la suite de la fusion des communes de Marin-Epagnier et de Thielle-Wavre. Les citoyens des deux communes ont approuvé cette fusion lors d'une votation qui s'est tenue le 24 février 2008. 
Le 26 novembre 2023, les habitants acceptent, à 72,6 %, de fusionner avec les communes d'Enges, Hauterive et Saint-Blaise afin de créer la nouvelle commune de Laténa. La fusion sera effective au 1er janvier 2025. 

## Monuments
De 1897 à 1934, l'entreprise « Martini Automobile Company Limited » a exploité une usine de voitures à mi-chemin entre les villages de Saint-Blaise et de Marin. Aujourd'hui disparus, les bâtiments de production s'accompagnaient d'une petite cité ouvrière (1905-1906) et d'une villa patronale (1910). 

## Vie culturelle
La commune de La Tène accueillait jusqu'en 2015 un festival de musique celtique appelé « La Tène Festival », qui se déroulait généralement entre fin août et début septembre.